# Une trop bruyante solitude (roman)
Pour les articles homonymes, voir Une trop bruyante solitude.
Une trop bruyante solitude (Příliš hlučná samota) est un roman tchèque de Bohumil Hrabal, paru en 1976.

## Résumé
Hanta travaille dans une cave à Prague. Chaque jour, depuis trente-cinq ans, il presse du papier. Il n'est cependant pas très efficace car il ne peut s'empêcher de s'intéresser aux ouvrages qu'il détruit. Il met notamment beaucoup de soin à « faire un nid » au milieu des ballots de papier pressé pour ce qu'il considère comme des chefs-d'œuvre. Malheureusement pour lui, Hanta est rattrapé par « une ère nouvelle » où il n'a plus sa place face à la productivité.

## Commentaires
Dans ce roman, le héros fait référence à de nombreuses reprises à divers philosophes, penseurs ou figures religieuses.

## Adaptation

### Bandes dessinées
- Lionel Tran (scénario), Ambre (dessin), Valérie Berge (photographies). Une trop bruyante solitude: d'après le roman de Bohumil Hrabal. Frontignan (Hérault): 6 pieds sous terre (Collection Blanche), 2003. 80 p.; illustrations en noir et blanc ; 31 x 25 cm.  (ISBN 2-910431-38-X). Gencode:	9782910431389.

### Cinéma
- Véra Caïs a adapté le livre dans le film franco-tchèque Une trop bruyante solitude, avec Philippe Noiret, Jean-Claude Dreyfus, Vlastimil Brodský, Jiří Menzel, en 1996 (mais la sortie du film n'intervint qu'en 2011).
- Too Loud a Solitude, Genevieve Anderson, États-Unis, 2007. Film d'animation en couleur en anglais. La voix de Hanta est interprétée par Paul Giamatti.

### Roman
- (fr) Bohumil Hrabal: Une trop bruyante solitude sur le Club des rats de biblio-net. Résumé, critiques, avis.

### Film (France, Rép. Tchèque)
- « Une trop bruyante solitude » (présentation de l'œuvre), sur l'Internet Movie Database

### Film d'animation (USA)
- « Une trop bruyante solitude » (présentation de l'œuvre), sur l'Internet Movie Database

### BD
- (fr) Une trop bruyante solitude. Lionel Tran, Ambre, Valérie Berge. Critique sur BD Paradisio : le forum de la bande dessinée.